# 和田省一
和田 省一（わだ しょういち、1946年7月1日 - ）は朝日放送の役員（取締役相談役）で、同局の元テレビプロデューサー。

## 来歴・人物
京都大学法学部卒業後、1970年に朝日放送へ入社後、テレビ編成局編成部長、テレビ編成局長を務めた後、取締役、常務取締役をへて2015年より現職。その他にテレビ朝日へ出向し、取締役も務めた。
ラジオ制作部時代にはディレクターとして朝のトークショウ番組、プロ野球団・阪神タイガースが勝利した翌朝は必ずタイガースの応援歌「六甲おろし」を熱唱し京阪神の人々を一気に阪神ファンにしてしまった伝説のラジオ番組「おはようパーソナリティ中村鋭一です」のパーソナリティー/メインキャスター中村鋭一を支え、テレビ編成部時代には、プロデューサーとしてテレビ朝日との共同制作日曜朝の看板番組「サンデープロジェクト」田原総一朗のブレーンとして絶大な信頼を得る。また公開された映画では2001年の『千年の恋 ひかる源氏物語』（「千年の恋」プロジェクト委員会）、2003年の『スカイハイ 劇場版』（企画）、2004年の『血と骨』（企画）の製作にそれぞれ携わった。

## 略歴
- 1970年（昭和45年）4月 - 朝日放送株式会社入社。[1]
- 1993年（平成5年） - 朝日放送株式会社テレビ編成局編成部長。
- 1997年（平成9年）3月 - 朝日放送株式会社テレビ編成局長[1]。
- 2001年（平成13年）
  - 6月 - 全国朝日放送株式会社（現・株式会社テレビ朝日）に出向し、取締役就任[1]。
  - 7月 - 朝日放送株式会社役員待遇[1]。
- 2002年（平成14年）6月 - 全国朝日放送株式会社取締役退任後、朝日放送株式会社取締役に就任[1]。
- 2003年（平成15年）6月 - 朝日放送株式会社常務取締役[1]。
- 2010年（平成22年）6月25日 - 朝日放送株式会社代表取締役専務取締役[2]。
- 2013年（平成25年）4月1日 - 朝日放送株式会社代表取締役副社長[3]。
- 2015年（平成27年）4月1日 - 朝日放送株式会社取締役相談役[4]。